# 林南八
林 南八（はやし なんぱち、1943年5月2日 - 2025年6月21日）は、日本の自動車技術者。
トヨタ自動車取締役や、同社技監、同社顧問、中部インダストリアル・エンジニアリング協会会長等を歴任した。

## 人物・経歴
東京府東京市で日本軍大本営参謀を務めた林太郎元陸軍中将の三男として生まれた。
武蔵工業大学工学部機械工学科で古濱庄一研究室に所属しエンジンの研究を行い、1966年に大学卒業後、トヨタ自動車工業（のちのトヨタ自動車）入社。元町工場機械部技術員室配属。
大野耐一や鈴村喜久男に師事し、生産現場や流通などでのトヨタ生産方式の整備にあたり、後進技術者の育成も行った。
1982年トヨタ自動車工業製造課長に昇格。1984年に豊田章一郎社長の長男豊田章男が入社し、1985年から工業製造課に配属されたため上司として指導にあたった。1987年元町工場機械部次長。1988年生産管理部生産調査室主査。1991年高岡工場主査（部長級）。1997年生産調査部長。1998年理事生産調査部長。
2001年トヨタ自動車技監。2009年に豊田章男が社長に就くと、取締役（生産企画本部オーダーデリバリー改善推進担当、生産技術本部TPS指導担当、製造本部TPS徹底推進担当）に就任。2011年取締役を退任し、技監に再任された。2014年顧問。顧問退任後は、2018年までアドバイザーを務めた。この間、2012年から2019年まで中部インダストリアル・エンジニアリング協会会長。
2025年6月21日死去。82歳没。